# Lamprolepis smaragdina
Espèce
Synonymes
- Hinulia smaragdina Lesson, 1826
- Scincus viridipunctus Lesson, 1830
- Lygosoma smaragdinum var. viridifuscum Peters, 1873
- Lygosoma acutirostre Oudemans, 1894
- Lamprolepis smaragdina acutirostre (Oudemans, 1894)
- Lygosoma smaragdinum celebense De Rooij, 1915
- Lygosoma smaragdinum elberti Sternfeld, 1918
- Lygosoma smaragdinum nigrum Sternfeld, 1918
- Dasia smaragdinum moluccarum Barbour, 1911
- Dasia smaragdinum melas Mertens, 1929
- Dasia smaragdinum philippinicum Mertens, 1929
- Lygosoma smaragdinum pisangense Brongersma, 1931
- Lamprolepis smaragdina pisangense (Brongersma, 1931)

Lamprolepis smaragdina est une espèce de sauriens de la famille des Scincidae.

## Répartition
Cette espèce se rencontre, :

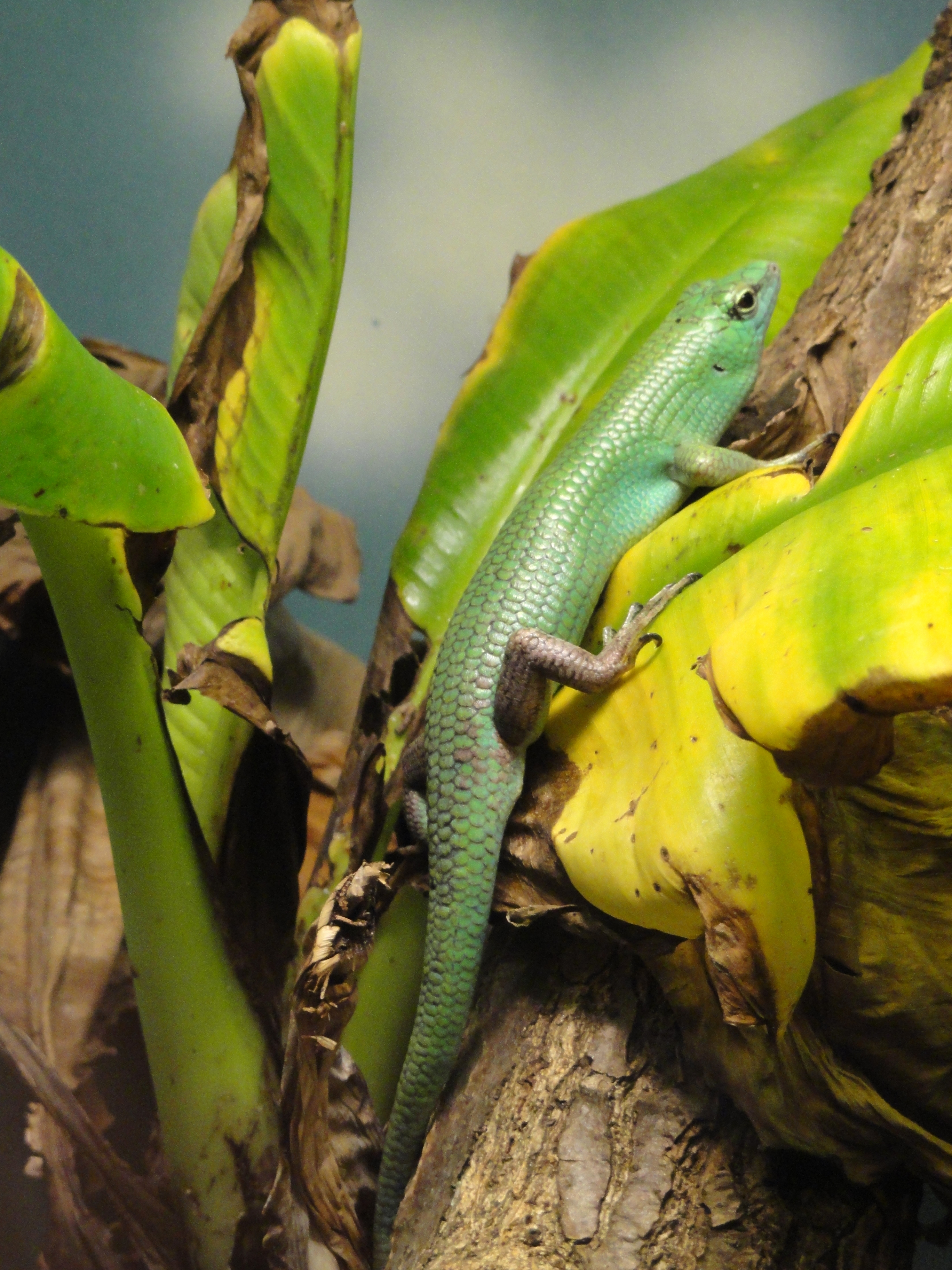

- aux Philippines ;
- en Indonésie ;
- à Taïwan ;
- dans les îles Marshall ;
- dans les îles de l'Amirauté ;
- dans les îles Salomon,
- aux États fédérés de Micronésie.

## Liste des sous-espèces
Selon The Reptile Database (12 mai 2014) :
- Lamprolepis smaragdina moluccarum (Barbour, 1911)
- Lamprolepis smaragdina philippinica (Mertens, 1929)
- Lamprolepis smaragdina smaragdina (Lesson, 1826)
- Lamprolepis smaragdina viridipuncta (Lesson, 1830)

## Publications originales
- Barbour, 1911 : New lizards and a new toad from the Dutch East Indies, with notes on other species. Proceedings of the Biological Society Washington, vol. 24, p. 15-22 (texte intégral).
- Brongersma, 1931 : Résultats scientifiques du Voyage aux Indes Orientales Néerlandaises de LL. AA. RR. le Prince et la Princesse Léopold de Belgique. Mémoires du Musée Royal d'Histoire Naturelle de Belgique, Brussels, vol. 5, p. 1-39.
- Lesson, 1826 : Reptile plates 3 and 4, in Atlas de Zoologie, Voyage autour de monde, exécuté (part.) ordre du Roi, sur la Corvette de sa Majesté, La Coquille, pendant les années 1822-1825. Arthus Bertrand, Paris.
- Lesson, 1830 : Description de quelques reptiles nouveaux ou peu connus. Voyage Autour du Monde Execute par Ordre du Roi, sur la Corvette de La Majeste, La Coquille, exécuté Pendant les Annees 1822, 1823, 1824 et 1825, vol. 2, no 1, p. 1-65, Arthur Bertrand, Paris.
- Mertens, 1929 : Die Rassen des Smaragdskinkes, Dasia smaragdinum Lesson. Zoologischer Anzeiger, vol. 84, p. 209-220.
- Oudemans, 1894 : Eidechsen und Schildkröten. in Semon, 1894 : Zoologische Forschungsreisen in Australien und dem Malayischen Archipel. Denkschriften der Medicinisch-Naturwissenschaftlichen Gesellschaft zu Jena, vol. 5, p. 127-146 (texte intégral).